# Лебяжий (Челябинская область)
Лебяжий — посёлок в Брединском районе Челябинской области России. Входит в Комсомольское сельское поселение.
Поселок основан в 1957—58 годах при 1-м отделении совхоза «Андреевский» (на старых картах на месте современного поселка указана конеферма).

## География
Расположен в северо-восточной части района, на берегу озера Лебяжьего, отсюда название. Расстояние до районного центра посёлка Бреды 57 км.

## Население
| 2002 | 2010 |
| ---- | ---- |
| 201  | ↘95  |

(в 1966 — 232, в 1970 — 259, в 1983 — 199, в 1995 — 226)

## Улицы
- Лесная,
- Труда,
- Центральная.

## Инфраструктура
- Клуб,